# 天主教伊塔納加教區
天主教伊塔納加教區 （拉丁語：Dioecesis Itanagarensis）是羅馬天主教的一個教區，位於印度東北部，包括「阿鲁纳恰尔邦」西部，面積52,288平方公里。受古瓦哈蒂總教區管轄。
2005年12月7日升格為教區。現任主教為约翰‧托马斯‧卡特鲁库迪伊尔。2005年有11個堂區、101,689教友、25名司鐸。